# Reyer Venezia 1972-1973
Questa voce raccoglie le informazioni riguardanti la Reyer Venezia nelle competizioni ufficiali della stagione 1972-1973.

## Stagione
La Splügen Reyer Venezia disputa il campionato di Serie A terminando al 7º posto (su 14 squadre) e arrivò ai quarti di finale di Coppa Italia.

## Rosa 1972-73
- Waldi Medeot
- Emanuel Guadagnino
- Enzo Trevisan
- Sauro Bufalini
- Massimo Zanon
- Steve Hawes
- Tony Gennari
- Guido Barbazza
- Milani
- Lorenzo Carraro

Allenatore:
- Tonino Zorzi

## Le Partite
|  | Splugen Reyer Venezia | 81 – 78 | Virtus Bologna |  |

|  | Pesaro | 85 – 82 | Splugen Reyer Venezia |  |

|  | Splugen Reyer Venezia | 79 – 80 | Petrarca Padova |  |

|  | Varese | 89 – 66 | Splugen Reyer Venezia |  |

|  | Splugen Reyer Venezia | 73 – 65 | Olimpia Milano |  |

|  | Fortitudo Bologna | 64 – 77 | Splugen Reyer Venezia |  |

|  | Splugen Reyer Venezia | 82 – 74 | Udinese |  |

|  | Splugen Reyer Venezia | 74 – 57 | Robur et Fides |  |

|  | Cagliari | 101 – 99 | Splugen Reyer Venezia |  |

|  | Splugen Reyer Venezia | 85 – 80 | Partenope Napoli |  |

|  | Cantù | 91 – 67 | Splugen Reyer Venezia |  |

|  | Splugen Reyer Venezia | 78 – 70 | Milano |  |

|  | Asti | 81 – 65 | Splugen Reyer Venezia |  |

|  | Virtus Bologna | 79 – 78 | Splugen Reyer Venezia |  |

|  | Splugen Reyer Venezia | 72 – 76 | Pesaro |  |

|  | Petrarca Padova | 68 – 73 | Splugen Reyer Venezia |  |

|  | Splugen Reyer Venezia | 78 – 101 | Varese |  |

|  | Olimpia Milano | 102 – 82 | Splugen Reyer Venezia |  |

|  | Splugen Reyer Venezia | 64 – 74 | Fortitudo Bologna |  |

|  | Udinese | 76 – 75 | Splugen Reyer Venezia |  |

|  | Robur et Fides | 71 – 68 | Splugen Reyer Venezia |  |

|  | Splugen Reyer Venezia | 83 – 64 | Cagliari |  |

|  | Partenope Napoli | 92 – 85 | Splugen Reyer Venezia |  |

|  | Splugen Reyer Venezia | 75 – 85 | Cantù |  |

|  | Milano | 85 – 82 | Splugen Reyer Venezia |  |

|  | Splugen Reyer Venezia | 92 – 83 | Asti |  |